# سیارک ۵۷۱۱
سیارک ۵۷۱۱ (به انگلیسی: 5711 Eneev، نامگذاری:1978SO4) پنج هزار و هفتصد و یازدهمین سیارک کشف شده‌است که در ۲۷ سپتامبر ۱۹۷۸ کشف شد.
قدر مطلق سیارک برابر ۸۱.۲ است.